# Николаевка (Черлакский район)
Николаевка — село в Черлакском районе Омской области России. Административный центр Николаевского сельского поселения.

## История
Основано в 1908 году. В 1928 году посёлок Николаевский состоял из 137 хозяйств, основное население — украинцы. Центр Николаевского сельсовета Крестинского района Омского округа Сибирского края.
В соответствие с Законом Омской области от 30 июля 2004 года № 548-ОЗ «О границах и статусе муниципальных образований Омской области» село возглавило муниципальное образование «Николаевское сельское поселение».

## Население
| 2010 |
| ---- |
| 1032 |

Гендерный состав
По данным Всероссийской переписи населения 2010 года в гендерной структуре населения из 1032 человек мужчин — 486, женщин — 546 (47,1 и 52,9 % соответственно).
Национальный состав
В 1928 году основное население — украинцы.
Согласно результатам переписи 2002 года, в национальной структуре населения русские составляли 75 % от общей численности населения в 1196 чел..